# Columbia, Mississippi
Columbia är administrativ huvudort i Marion County i Mississippi. Enligt 2010 års folkräkning hade Columbia 6 582 invånare. Orten hette ursprungligen Lott's Bluff, sedan New Columbia, innan ortnamnet förkortades till Columbia.